# Ihar Łosik
Ihar Alaksandrawicz Łosik (biał. Ігар Аляксандравіч Лосік; ur. 20 maja 1992 w Baranowiczach) – białoruski bloger, administrator kanału Białoruś mózgu, opozycjonista i więzień polityczny.

## Życiorys
Łosik ukończył studia na Uniwersytecie w Baranowiczach w 2015 roku. W latach 2015–2016 otrzymał stypendium dla dziennikarzy imienia prezydenta Czech Václava Havla.
Bloger został zatrzymany przez władze białoruskie 25 czerwca 2020 r. Oskarżono go o organizowanie i przygotowywanie imprez zakłócających ład publiczny. Zgodnie z białoruskim prawem miał zostać zwolniony najpóźniej po sześciu miesiącach, do czego jednak nie doszło. Ponownie oskarżony został o nieuprawniony udział w demonstracjach, co wydłużyło jego areszt o kolejne sześć miesięcy. W więzieniu prowadził strajk głodowy. Przetrzymywano go w niewielkiej celi.
9 lipca 2020 roku patronat nad więźniem politycznym objął poseł do niemieckiego Bundestagu Manuel Sarrazin.
14 grudnia 2021 został skazany na 15 lat więzienia za „organizowanie zamieszek, podżeganie do nienawiści, stawianie oporu wobec funkcjonariuszy państwowych”.
Jest żonaty, ma córkę.